# MPD (programmeringsspråk)
MPD är ett programspråk vars namn kommer från boken Foundations of Multithreaded, Parallel, and Distributed, skriven av Gregory R. Andrews. MPD uttalas "moped". Språket innefattar alltså flertrådad, parallell och distribuerad programmering. Tekniker det använder sig av är bl.a. semaforer och message passing. 

## Kodexempel

### Fakultet
```
   resource fac()
       int ans = 1
       int start
       getarg(1,start)
       for [i = start downto 1] {
           ans *= i
       }
       write("Svar:",ans)
   end
```

### Summation
```
   resource sum()
       int summa = 0
       int start
       getarg(1,start)
       for [i = 1 to start] {
           summa += i
       }
       write("Svar:",summa)
   end
```